# Scherzettino in g mineur
Scherzettino in g mineur is een compositie van Frank Bridge. Hij schreef het waarschijnlijk tijdens zijn studie aan het Royal College of Music. Het werkje is ongedateerd (er ontbreekt een deel van het manuscript), maar werd door Bridge-kenner Paul Hindmarsh gezien de componeerstijl toegeschreven aan Bridges vroege periode. Het werk is een studie in componeer- en speeltechniek; het is een waterval aan noten. Scherzettino betekent klein scherzo, het wordt gespeeld in prestissimo, een zeer snel tempo.

## Discografie
- Uitgave Naxos: Ashley Wass in 2005
- Uitgave Continuum: Peter Jacobs in 1990
- Uitgave Hyperion: Mark Bebbington